# Stazione di Nikkō
La stazione di Nikkō (日光駅?, Nikkō-eki) è una stazione ferroviaria situata della città di Nikkō, nella prefettura di Tochigi, ed è servita dalla linea linea Nikkō della JR East, della quale è capolinea, e si trova ad un'altezza di 533 metri sul livello del mare. La stazione vede un traffico esclusivamente regionale locale, e a poca distanza si trova la stazione di Tōbu Nikkō delle Ferrovie Tōbu.

## Linee
East Japan Railway Company
■ Linea Nikkō

## Struttura
La stazione è dotata di due marciapiedi laterali con due binari passanti.
| 1-2 | ■ Linea Nikkō | per Imaichi, Kanuma e Utsunomiya |

## Stazioni adiacenti
| «           | Servizio    | »           |
| Linea Nikkō | Linea Nikkō | Linea Nikkō |
| ----------- | ----------- | ----------- |
| Imaichi     | Locale      | Capolinea   |